# Giacomo Guido Ottonello
Giacomo Guido Ottonello, né le 29 août 1946 à Masone, est un prélat italien de l'Église catholique. Il est et nonce en Équateur (en) de 2005 à 2017, puis nonce apostolique en Slovaquie (en) de 2017 à 2021.

## Biographie
Ottonello naît le 29 août 1946 à Masone, dans la Province de Gênes, en Italie. Il est ordonné prêtre le 29 juin 1961. Il entre au sein du corps diplomatique du Saint-Siège le 25 mars 1980, travaillant au Pakistan (en), au Salvador, au Liban (en), en France, en Espagne ainsi qu'en Pologne,.
Il obtient une licence en droit canonique et étudie à l'Académie pontificale ecclésiastique. Il obtient un doctorat en théologie à l'Université pontificale du Latran.

## Carrière diplomatique
Le pape Jean-Paul II le nomme nonce apostolique au Panama (en) et siège titulaire du Monastère Saint-Adrien de Sasabe le 29 novembre 1999.
Le 26 février 2005, Jean-Paul II le nomme nonce apostolique en Équateur (en), où pendant plus de douze ans, il tente de renouer le dialogue avec le président anticlérical Rafael Correa.
Le pape François le nomme nonce apostolique en Slovaquie (en) le 1er avril 2017. Sa démission a été acceptée le 31 octobre 2021.

## Succession apostolique
Giacomo Guido Ottonello a ordonné les évêques suivants :
- Évêque Pedro Joaquín Hernández Cantarero (es), C.M.F. (2005)
- Évêque Julio Parrilla Díaz (es) (2008)
- Évêque Néstor Montesdeoca Becerra (es), S.D.B. (2008)
- Évêque Walter Heras Segarra (es), O.F.M. (2009)
- Cardinal Luis Gerardo Cabrera Herrera, O.F.M. (2009)
- Évêque Patricio Bonilla Bonilla (es), O.F.M. (2013)
- Archevêque Alfredo Espinoza Mateus (es), S.D.B. (2014)
- Évêque Skiper Yánez Calvachi (es) (2014)
- Évêque Adelio Pasqualotto (es), C.S.I. (2015)
- Évêque Giovanny Pazmiño Abril (es), O.P. (2015)
- Évêque Oswaldo Vintimilla Cabrera (es) (2016)

## Voir également
- Liste des représentants actuels pour le Saint-Siège